# Amphicarpum muhlenbergianum
Amphicarpum muhlenbergianum är en gräsart som först beskrevs av Schult., och fick sitt nu gällande namn av Albert Spear Hitchcock. Amphicarpum muhlenbergianum ingår i släktet Amphicarpum och familjen gräs. Inga underarter finns listade i Catalogue of Life.